# Маллоу, Йоханнес
Йоханнес Маллоу (нем. Johannes Mallow, 7 июня 1981, Бранденбург) — немецкий мнемонист, тренер по памяти, чемпион мира по запоминанию 2012 годов.

## Биография
Маллоу изучал коммуникационные технологии в Магдебургском университете Отто фон Герике, где он был научным сотрудником медицинского факультета. В 2016 году он защитил докторскую диссертацию на степень доктора технических наук в университете Дуйсбурга — Эссена. Кроме того, он работает внештатным тренером по мнемонике и работает научным автором.
Как и многие спортсмены, занимающиеся памятью, он использует метод локусов. Он использует 1000 картинок для чисел как единую систему, при этом каждая комбинация из трёх чисел обозначает картинку.

## Достижения

### Национальные
- 2006 — северогерманский мастер памяти
- 2007 — северогерманский мастер памяти
- 2008 — северогерманский мастер памяти
- 2008 — немецкий мастер памяти
- 2009 — занял второе место в Германии
- 2010 — немецкий мастер памяти
- 2011 — серебряный призёр Германии
- 2012 — немецкий мастер памяти
- 2013 — немецкий мастер памяти
- 2015 — немецкий мастер памяти
- 2016 — мастер памяти Регионального чемпионата Германии по открытой памяти

### Международные
- 2007 — чемпион мира по запоминанию в дисциплине исторических данных
- 2009 — вице-чемпион мира по памяти
- 2010 — первое место в мировом рейтинге с 8919 баллами (по состоянию на ноябрь 2010 г.)
- 2010 — вице-чемпион мира по запоминанию
- 2012 — чемпион мира по запоминанию[3]
- 2013 — вице-чемпион мира по памяти
- 2015 — мастер памяти Extreme Memory Tournament (XMT)[4]
- 2017 — победитель чемпионата памяти IAM-AMSC Korea Open

## Мировые рекорды
- Запоминание 400 игральных карт за 10 минут (9 апреля 2016 г., Любек, Германия)
- Запоминание 501 числа за 5 минут (1 декабря 2013 г., Лондон, Англия)
- Запоминание 1080 двоичных чисел за 5 минут (22 сентября 2013 г., Гётеборг, Швеция)
- Запоминание 937 чисел за 15 минут (22 сентября 2013 г., Гётеборг, Швеция)
- Запоминание 364 произносимых чисел (22 сентября 2013 г., Гётеборг, Швеция)
- Запоминание 492 абстрактных изображений за 15 минут (27 июля 2013 г., Исни, Германия)
- Запоминание 132 исторических данных из 142 за 5 минут (25 сентября 2011 г., Гётеборг, Швеция)